# Antitrombin
Antitrombin je protein, koji inaktivira nekoliko enzima te dusjeluje u fiziološkom procesu zgrušavanja krvi (koagulacija). Antitrombin je serpin (inhibitor serinske proteaze),
Antitrombin je glikoprotein koje nastaje u jetri. Sastoji se od 432 aminokiseline, sadrži tri disulfidne veze i četiri mjesta moguće glikozilacije.
α-antitrombin je oblik antitrombina koje se dominatno nalazimo u krvnoj plazmi, a koji na sva četiri mjesta glikozilacije veže oligosaharid.
β-antitrombin je oblik kod kojega je jedno mjesto glikozilacije slobodno.
Antitrombin djeluje na aktivne oblike proteaza: Faktor X (Xa), Faktor IX (IXa), Faktor XI (XIa), Faktor XII (XIIa), Faktor II (trombin) (IIa), i Faktor VII (VIIa). Antitrombin inaktivira i kalikrein i plazmin, kao i neke druge enzimske serinske proteaze koje nisu povezane sa sustavom koagulacije (npr. tripsin i C1s podjedinicu enzima C1 sustava komplementa.
Antitrombin djeluje tako što se veže za enzim (proteazu) pri čemu nastaje kompleks koji više ne može vezivati i djelovati na substrat.
Antitrombin je izoliran i u brojnim drugim vrstama osim čovjeka. Molekula antitrombina krave, ovce, zeca i miša sadrži 433 aminokiseline što je jedna više u odnosu na ljudski antitrombin, a 84% do 89% niza aminokiselina je identično.